# Asymbolus
Az Asymbolus a porcos halak (Chondrichthyes) osztályába a kékcápaalakúak (Carcharhiniformes) rendjébe és a macskacápafélék (Scyliorhinidae) családjába tartozó nem.

## Rendszerezésük
A nemet Gilbert Percy Whitley ausztrál zoológus írta le 1939-ben, az alábbi fajok tartoznak ide:
- Asymbolus analis
- Asymbolus funebris
- Asymbolus galacticus
- Asymbolus occiduus
- Asymbolus pallidus
- Asymbolus parvus
- Asymbolus rubiginosus
- Asymbolus submaculatus
- Asymbolus vincenti